# Ny-David Nygren
David "Ny-David" Nygren, född 15 september 1940 i Stockholm, är en svensk kristen sångare och tidigare bilmekaniker.
Nygren föddes som det näst yngsta av åtta barn och familjen flyttade till Gnesta, där fadern, som var murare, blev frälst och höll bönemöten i hemmet. Nygren var själv inte praktiserande kristen och gick till sjöss i tonåren. Nygren tog sitt namn "Ny-David" efter att 1965 ha varit inblandad i en singelolycka. Vid olyckan bad han till Gud och lovade att ägna sitt liv åt Honom om han fick överleva. Efter att ha läst ett stycke i Bibeln tog han sig namnet "Ny-David" och ägnade sig därefter år musik och förkunnelse.
| ”                                     | Den som är i Kristus är alltså en ny skapelse, det gamla är förbi, något nytt har kommit. | „ |
| – Andra Korinthierbrevet 5:17, Bibeln |                                                                                           |   |

Nygren är gift och har sex barn, varav döttrarna Maria Anderhell och Karoline Wedlund deltagit i Nygrens turnéer.

## Diskografi
- Det kriget får aldrig stanna
- Ny-David och silversångarna (1967)
- Ny-David sjunger (1969)
- Oss här framtiden och segern till (1970)
- Tjära, beckolja och lite country
- Ny-David sjunger och spelar (1971)
- Ny-David kommer (1975)
- Himlatåget (1977)
- Hallelujaland (1980)
- Sköna dag (1981)
- Det bästa ligger framför (1983)
- Himlabåten (1990)
- Ny-David & Maria (1994)
- Underbara land (2001)

## TV-framträdanden
- Sång och glädje från Björngårdsvillan
- Sång och glädje på Himlatåget
- Minns du sången